# Niwy (obwód brzeski)
Niwy (biał. Нівы, Niwy; ros. Нивы, Niwy) – wieś na Białorusi, w obwodzie brzeskim, w rejonie bereskim, w sielsowiecie Piaski. Od wschodu graniczy z Białoozierskiem.

## Historia
W Rzeczypospolitej Obojga Narodów leżały w województwie brzeskolitewskim, w powiecie brzeskolitewskim. Były królewszczyzną. Odpadły od Polski w wyniku III rozbioru.
Pod zaborami i II Rzeczypospolitej wieś i folwark. W XIX i w początkach XX w. położone były w Rosji, w guberni grodzieńskiej, w powiecie słonimskim, w gminie Piaski.
W dwudziestoleciu międzywojennym leżały w Polsce, w województwie poleskim, w powiecie kosowskim/iwacewickim, w gminie Piaski. W 1921 wieś liczyła 659 mieszkańców, zamieszkałych w 132 budynkach, wyłącznie Polaków. 635 mieszkańców było wyznania prawosławnego i 24 mojżeszowego. Folwark liczył zaś 40 mieszkańców, zamieszkałych w 3 budynkach, wyłącznie Polaków. 28 mieszkańców było wyznania prawosławnego, 8 mojżeszowego i 4 rzymskokatolickiego.
Po II wojnie światowej w granicach Związku Sowieckiego. Od 1991 w niepodległej Białorusi.